# Cryptocarya alba
Cryptocarya alba, el Peumo, és un arbre de fulla persistent que creix a Xile dels 33 a 40° de latitud sud. Pot arribar a viure a 1.500 m d'altitud, a les zones humides dels boscos. Es distribueix des de la serralada de la costa fins als Andes, principalment formant boscos de tipus mediterrani-esclerofil·le, amb una àmplia presència d'arbustos espinosos i fulles especialment condicionades per evitar la pèrdua humitat a través de la transpiració.

## Descripció

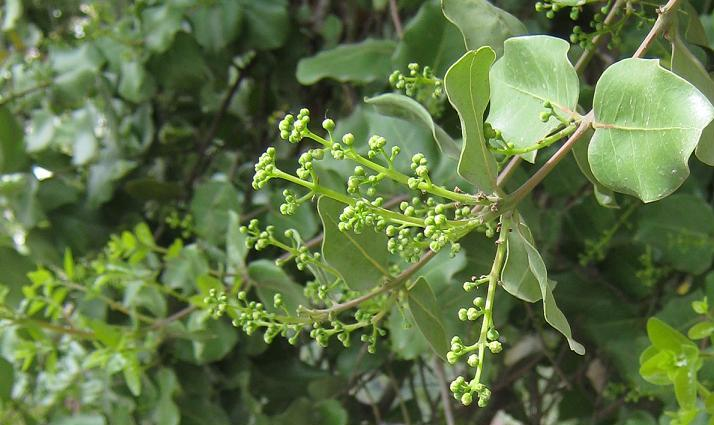
Inflorescència

Fa 20 m d'alt, però pot créixer en forma d'arbust en funció del clima. Viu associat amb la palmera Jubaea chilensis.
Les fulles són aromàtiques, alternades i oposades, de 2,5 a 8 cm de llarg per 1 a 4 d'ample. Les flors es troben agrupades en raïms densos, de color groc verdós i de 3 a 4 mm de longitud; hermafrodites, amb 6 pètals carnosos desiguals i pilosos. Els fruits són de color vermell i comestibles, amb grans i pesades llavors de fàcil germinació. Aquests fruits s'anomenen "peumo", i són aprofitables, per exemple, per a fer olis essencials. És un arbre que produeix una fusta caracteritzada per ser dura i resistent, juntament amb una escorça grisenca i esquerdada, rica en tanins, que tradicionalment s'ha usat per tenyir de color taronja.